# Coopérative d'habitation

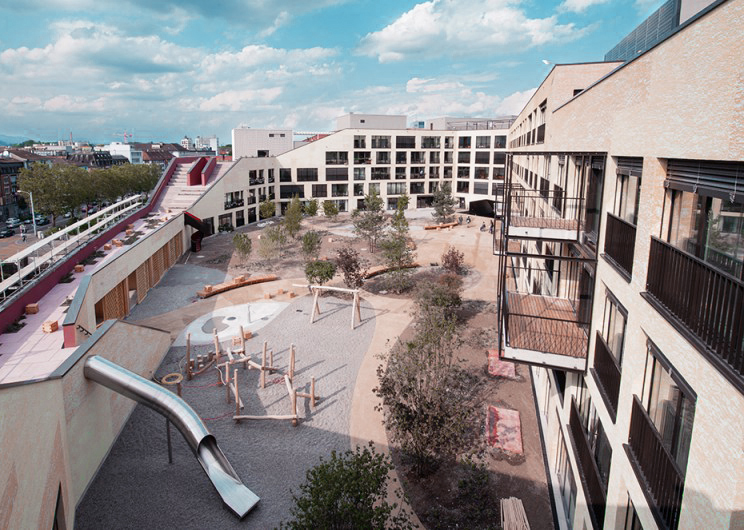
Cour intérieure de la coopérative Kalkbreite à Zurich

La coopérative d'habitation ou coopérative d'habitants est une société coopérative ou une société coopérative et participative (dans le cas d'un habitat participatif) visant à offrir à ses membres les meilleures conditions possibles de logement au moindre coût.
Cette « troisième voie du logement », entre location et propriété, entre marché privé et parc public, est très développée dans certains pays, notamment en Suisse et au Canada (au Québec particulièrement).
Du fait du principe d'adhésion libre et volontaire, ainsi que du processus de cooptation (être membre est un privilège et non un droit), on peut dire que la coopérative d'habitation est une des formes de communauté intentionnelle, bien que l'intensité de la vie collective varie beaucoup d'une coopérative à l'autre en fonction de l'engagement des individus et de leur formation à la vie coopérative.

## Buts
Parmi les buts du locataire au sein d'une coopérative d'habitation, figure le fait de ne plus payer de loyer mais seulement les charges, une fois que la part sociale complète récupérable a été versée, une vie sociale plus riche avec cette communauté de coopérateurs, une implication plus grande dans la gestion de son lieu de vie en l'absence — même partielle — de société de gérance immobilière chargée de son entretien, ainsi qu'un engagement écologique plus grand si l'immeuble est conçu en ce sens.

## Origine
L'ancêtre de la coopérative en Belgique comme dans la plupart des grandes métropoles d’Europe du Nord est la cité-jardin. Celle-ci est directement liée à l’expansion de la grande industrie au tournant du XIXe siècle et du XXe siècle et est apparue comme une des voies offertes aux ouvriers pour échapper à l’entassement et à la précarité et l’insalubrité de leurs logements, dont beaucoup étaient alors regroupés dans des impasses étroites. En se groupant, ils pouvaient accéder à des logements décents et stables.

## Belgique

### Origine de la coopérative

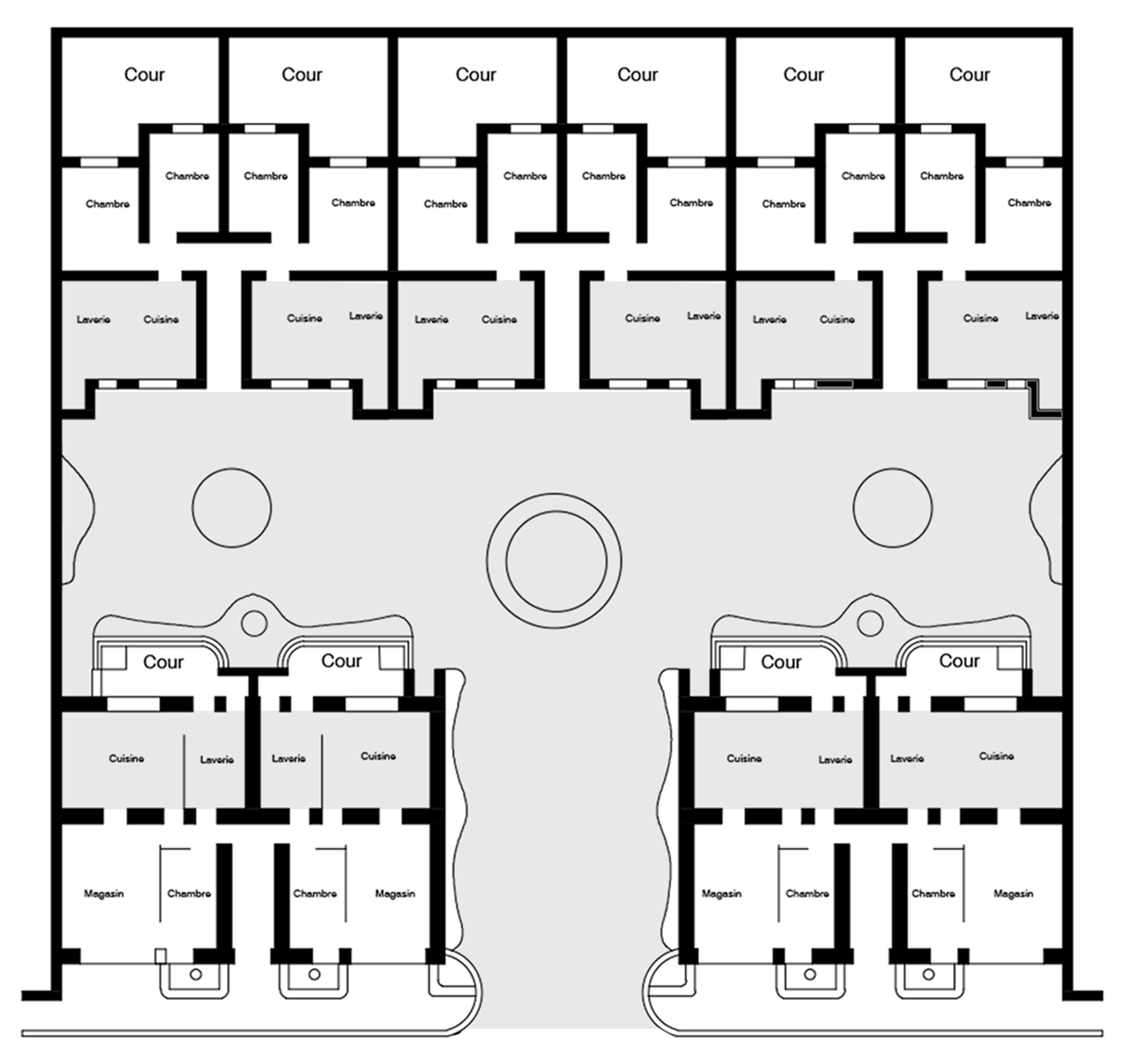
Plan de la coopérative ouvrière de la Cité de l'Olivier, Henri Jacobs, Bruxelles, 1903

En Belgique, les coopératives sont apparues à la fin de la première guerre mondiale, lorsqu’un besoin d’un grand nombre de logements s’est fait sentir. Dans ce cadre, la coopérative de logement social a permis de reconstruire rapidement et en grande quantité des logements à faible coût, en se basant sur le modèle de la cité jardin. En effet, pour chacun de ces projets, on fait appel à une communauté appartenant à une catégorie professionnelle (corporations professionnelles, fonctionnaires, employés, syndicalistes, etc. dans le but de construire un logement subventionné par l’État en propriété collective.
C’est en 1921 et 1922 qu’une demi-douzaine de logements sociaux ont vu le jour sous forme de coopératives sur des terrains à prix modique en périphérie de la capitale. Ceux-ci comprenaient des équipements collectifs comme des écoles, des centres de santé, des boutiques, etc.) ainsi que des installations culturelles dans le but de renforcer la cohésion sociale et la solidarité (centres sportifs, salles de réunion, bibliothèque, etc.). Néanmoins, ces chantiers ont souffert d’importants investissements pour la mise en place d’un réseau de transport et d’infrastructure qui étaient alors inexistant en périphérie de Bruxelles, ainsi que d’une interruption de paiement  des réparations de guerre par l’Allemagne. De telle sorte que ce modèle de coopérative est abandonné en 1925.
Depuis les années 1960, l’État met en place des programmes d’aides et réalise des logements sociaux. Mais il ne s’agit plus du même système que les coopératives des cités jardins. Dans ces « coopératives de logement social », les autorités publiques possèdent la majeure partie du capital et les habitants ne possèdent pas de part de la propriété du logement (propriété collective), dont ils sont locataires.
On notera qu’il existe un second type de coopérative à Bruxelles, mais qui ne doit pas être confondu avec la coopérative de logement. Il s’agit de la « société de coopératives de crédit ». Née dans les années 1980, celle-ci fournit des crédits pour l’achat d’un logement social ou la création de logements sociaux.

## France
La coopérative d'habitation était courante en France jusque dans les années 70 où elles ont été interdites,. Le statut a été recréé dans la loi Alur de 2014 sous le nom de coopérative d'habitants, en parallèle des organismes de foncier solidaire où le foncier est loué mais les résidents possèdent des parts du bâtiment.
Une fédération des coopératives d'habitants a été constituée en 2006 sous le nom d'Habicoop. Elle s'inscrit dans le mouvement de l’habitat participatif, dont le renouveau date de 2005, mais en y ajoutant trois principes :
- Démocratie : une personne = une voix, indépendamment de l’argent apporté
- Propriété collective : les habitants sont à la fois détenteurs de parts de la société propriétaire du bâtiment, et locataires des logements
- Déconnexion du marché : Société sans but lucratif, la coopérative propose des loyers qui reflètent le coût réel d’exploitation de l’immeuble.

En France on comptait 8 coopératives en fonctionnement, 13 en travaux et une cinquantaine en projet en septembre 2019.

## Suisse

### Origine de la coopérative
Après la Première Guerre mondiale les coopératives d’habitation en Suisse n’ont cessé de se développer. Leur nombre n’a cessé de croître pour constituer aujourd’hui dans certaines villes près de 20% du parc immobilier. La raison est que les coopératives ont remplacé le logement social, ce qui leur a donné l’appui des villes sous deux aspects. Le premier est qu’elles ont bénéficié (c’est encore le cas aujourd’hui) de lois qui diminuèrent considérablement le capital social nécessaire au lancement d’un projet coopératif. À cela s’ajoutent des aides ou prêts rendant possible la création d’une coopérative avec un capital de départ très faible. Le deuxième aspect a été l’engagement d’une politique foncière avantageuse, revendant à bas prix aux coopératives des terrains agricoles acquis à l’occasion de l’extension des villes.

### Principe économique et juridique
La coopérative est démocratique : l'organe suprême est l'assemblée générale, au sein de laquelle chaque membre dispose d'une voix. Elle a le statut de société à but non lucratif, c’est-à-dire que le capital constitué des parts sociales souscrites par les membres sera réinvesti dans ses œuvres sans qu’aucun membre ne puisse y puiser pour des fins personnelles. Le loyer que devra payer chacun des membres est en fait la somme des charges du logement et du remboursement de la part sociale (ce qui équivaut à entre 5 et 10% de la valeur de leur appartement). L’avantage est qu’une fois que cette dernière est remboursée ,elle sera récupérable si l’on souhaite quitter le logement et le loyer ne sera plus constitué que des charges. Ce principe permet de maintenir des loyers bas de façon durable.
La coopérative doit apporter environ 20 % en fonds propres afin qu’elle puisse faire un emprunt bancaire et que ses mensualités bancaires soient supportables. Ces fonds propres sont constitués grâce aux apports initiaux de chacun des coopérateurs. L’apport initial se fait sous la forme d’achat de parts sociales. Si un coopérateur dispose de suffisamment de fonds propres pour financer l'intégralité de son logement, il peut alors le libérer entièrement; les choses se passent alors comme si lui-même faisait office de banque en avançant les fonds nécessaires, sans intérêts, à la coopérative.

### Une architecture favorisant la vie en communauté à trois échelles

#### A l'échelle du logement: mixité

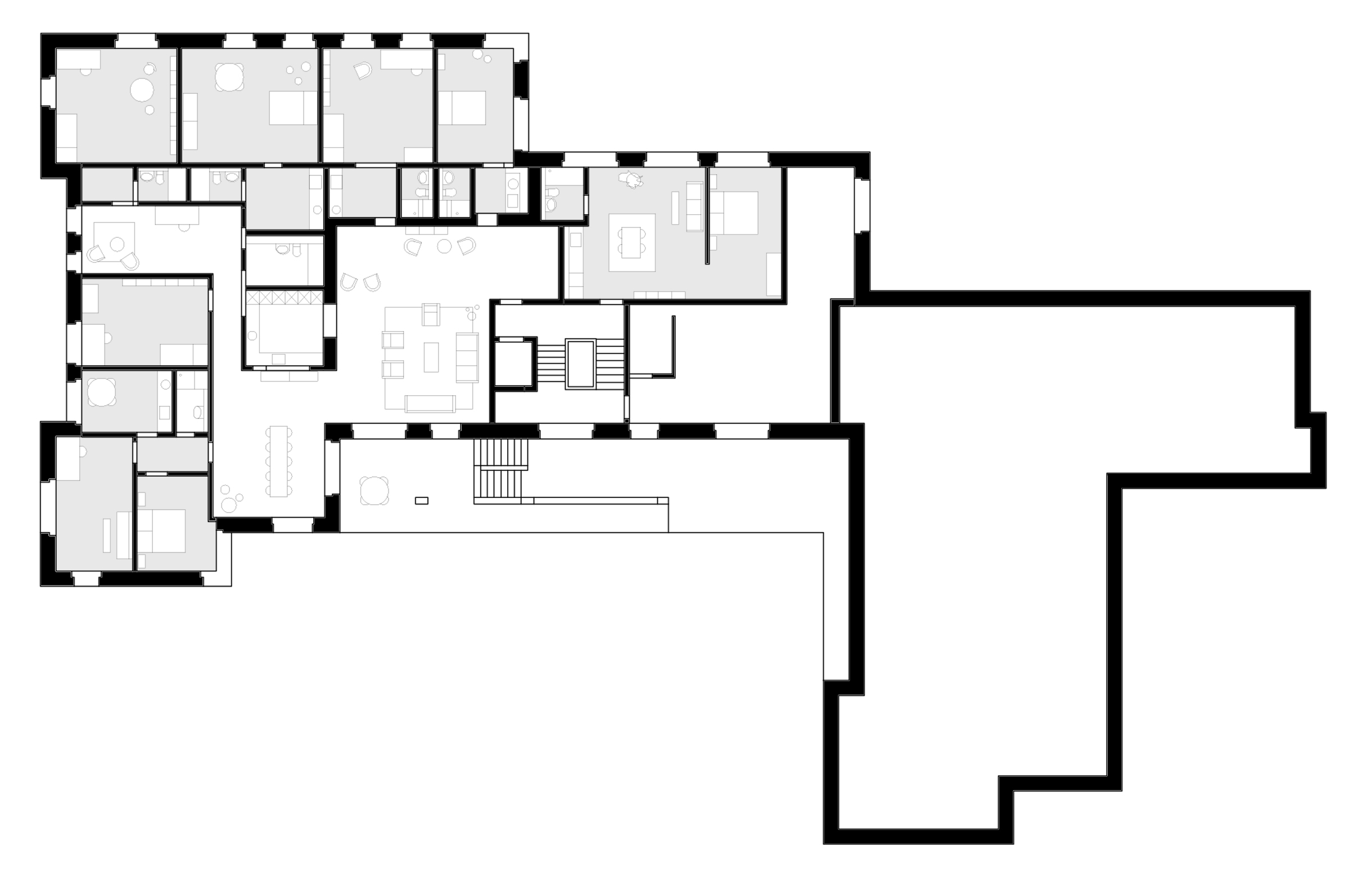
Plan d'un cluster : un espace partagé (salon, salle à manger, cuisine) entouré d'espaces privés. Architecte: Adrian Streich

L’habitat en coopérative suisse favorise une forte mixité en proposant une grande variété de logements, s’adressant à la fois aux personnes ayant un revenu faible ou moyen. Pour cela elle va mettre en place des logements fonctionnant sur le principe de la colocation, composés de plusieurs espaces partagés comme le salon, la salle à manger ou encore la cuisine autour desquels sont agencés les espaces privés : appelés le cluster. Les espaces privés sont réalisés selon les surfaces minimales prescrites par la réglementation suisse, au profit d’espaces partagés généreux et bien équipés, permettant à des personnes à faibles revenus de vivre dans des espaces de qualité avec des équipements qu’ils n’auraient pas pu s'offrir dans un logement social traditionnel.

#### A l'échelle du bâtiment: mutualisation des biens
De plus la coopérative met à disposition des espaces collectifs supplémentaires. Il peut s’agir de chambre d’ami partagée entre deux logements familiaux, ou d’une buanderie commune, d’une salle polyvalente pour y organiser des événements, d'une terrasse partagée, etc. Ces espaces vont renforcer la cohésion de groupe  entre les habitants et leur permettre de développer une vie en communauté, en organisant des activités qui vont les rassembler.
Ces espaces collectifs fonctionnent sur le principe de la mutualisation des biens. Le degré de mutualisation est propre à chaque coopérative, certaines proposent la mutualisation de tous les biens. D’autres, comme Kraftwerk 1, proposent l’achat de matériel (télévision, outils, jeux, machines à laver, voitures…) et sa mise à la disposition de toute la collectivité. Dans ce cas, les espaces privés sont équipés par les ménages qui disposent de bien à titre personnel. La mutualisation va permettre de faire des économies lors d’achat de mobilier, de service, etc. Cela permettra, en outre, d’obtenir des biens ou service de meilleure qualité.

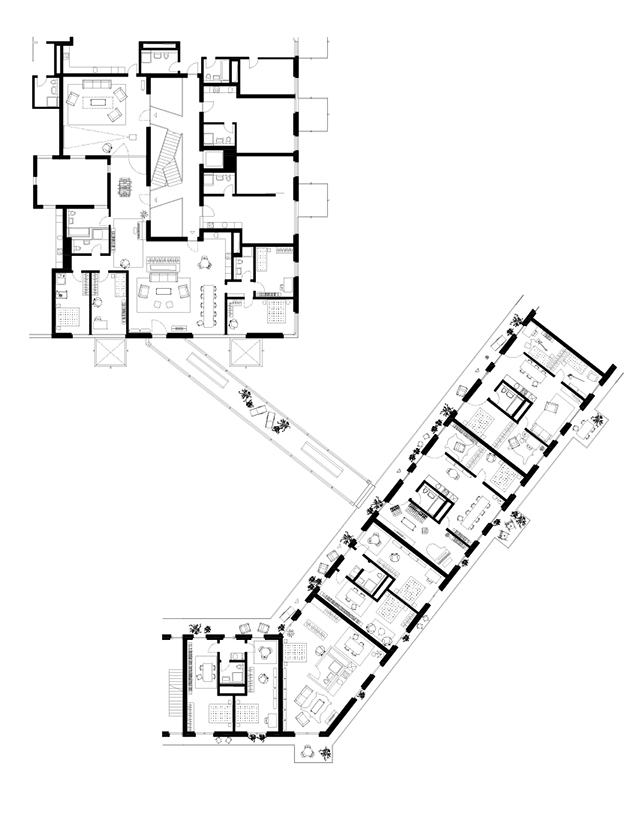
Plan des espaces communautaires de la coopérative Kraftwerk1, Zwicky Süd, à Dübendorf. Architectes: Schneider Studer Primas

#### A l'échelle du quartier: ouverture sur la ville
Enfin, en accord avec la ville, la coopérative s’engage à réaliser gratuitement des espaces pour les services du quartier. Ceux-ci sont placés en-rez-de-chaussée. Il peut s’agir de commerces, d’ateliers, de salle polyvalente pour le quartier, etc. Ces espaces ont pour rôle de s’ouvrir sur le quartier pour créer des liens entre celui-ci et la communauté. Les habitants peuvent venir travailler dans ces espaces bénévolement, pour leur permettre de s’intégrer ou, à l’inverse, les professionnels qui louent des espaces de bureaux ou de commerce dans le bâtiment peuvent participer à la vie en communauté.

### Participation des habitants

#### Lors de la conception
L’habitat en coopérative est participatif dans la mesure où les habitants doivent décrire les grands principes d’agencement et de programmation du bâtiment. Tous ces éléments se discutent avec les architectes. Pour les cas où les projets sont soutenus (garantie financière) par les organismes étatiques, ces apports des futurs habitants doivent rester dans le cadre de la loi, le logement devant correspondre à une norme de logement "subventionnable". Dès lors un certain nombre de dimensions, espaces et fonctions sont normés et limités.
L’architecte de la coopérative Kraftwerk, Andreas Hofer, voit la participation : « non pas comme un "bricolage" des futurs habitants, mais plutôt comme "débat générique". »

#### Après l’emménagement
Après l’emménagement des habitants, le processus de participation se poursuit en invitant les habitants à faire des propositions d’ordre structurel, culturel, social ou environnemental. Ces propositions sont soumises à l’assemblée générale qui, in fine, décide de financer ou non ces projets. Si la proposition est acceptée, les intéressés constituent un groupe de travail pour la mettre en œuvre. On trouve par exemple des groupes temporaires chargés de la reconversion d’un espace, de la gestion d’une chambre d’hôte, d’un atelier cuisine, etc. L’objectif de cette participation est de faire évoluer le cadre de vie des habitants pour qu’il s’adapte en permanence à leurs besoins.

### Comment trouver des terrains bon marché?
Le défi des personnes souhaitant réaliser un projet coopératif, et notamment les jeunes groupes, est de trouver un terrain abordable permettant la construction de logements à loyer modéré. Pour cela, elles font appel aux communes disposant de parcelles libres et souhaitant combler un manque de logements lesquelles vont leur vendre le terrain ou leur laisser un droit de superficie. En échange de cette cession de terrain, la coopérative de logements s’engage à organiser un concours d’architecture, à respecter les standards énergétiques élevés, à mettre à disposition gratuitement des espaces pour les services du quartier (par exemple, des crèches) et à réserver une partie des logements au logement social.

### Autres formes de coopérative d'habitation
Certaines formes récentes procurent maintenant un accès à la propriété immobilière, dont :
- la coopérative d'habitation à capitalisation
- la coopérative d'habitation à droit superficiaire